# Gonadendysgenesie, 46, XY-Typ
Die Gonadendysgenesie, 46, XY-Typ ist eine seltene angeborene Genitalfehlbildung beim männlichen Geschlecht.
Synonyme sind: XY-Gonadendysgenesie; XY-Gonadenagenesie; Familiäre Anorchie; Familiäre Gonadenagenesie; englisch Testicular regression syndrome; Embryonic testicular regression syndrome
Die Erstbeschreibung stammt aus dem Jahre 1973 durch die US-amerikanische Gynäkologin und Humangenetikerin Gloria E. Sarto und dem deutsch-amerikanischen Humangenetiker John Marius Opitz.

## Einteilung
Die Datenbank Orphanet unterscheidet folgende Formen:
- Gemischte Form, Synonym: Gonadendysgenesie, gemischte, 45,X0/46,XY[3]
- Partielle Form[4]
- Vollständige Form, Synonyme: 46,XY reine Gonadendysgenesie; Swyer-Syndrom
- Form mit Neuropathie, Synonym: XY-Gonadendysgenesie – minifaszikuläre Neuropathie[5]
- Form mit Fehlbildungen, Synonym: XY-Gonadendysgenesie mit assoziierten Anomalien[6]

## Ursache
Je später die Störung während der Embryonalentwicklung erfolgt, desto männlicher ist das Erscheinungsbild. Neben Genmutationen können auch vorgeburtliche Verschlüsse der Gefäße des Samenstranges ursächlich sein.

## Klinische Erscheinungen
Klinische Kriterien sind:
- männlicher Karyotyp (XY)
- sehr variable Ausprägung
- äußeres Geschlechtsorgane von normal männlich bis weiblich mit unterentwickelten Labien
- alle Formen der Intersexualität können vorkommen
- innere Geschlechtsorgane von männlichen Adnexen mit fehlenden oder dysplastischen Hoden bis normale Eileiter und unterentwickelter Uterus
- fehlentwickelte (dysgenetische) Gonadenanlage, bei nur einseitiger Anorchie fehlentwickelte Gegenseite

Hinzu kann Geistige Behinderung kommen.

## In der Tierwelt
XY-Gonadendysgenesie kommt auch bei Tieren vor, so beim Äthiopischen Igel (Paraechinus aethiopicus).